# Темплатний синтез
Темплатний синтез (англ. template synthesis) — синтез макроциклів, в яких атом металу (нульового чи іншого заряду або у вигляді комплексу з вигідними для реакції вільними чи зайнятими лігандами позиціями) відіграє роль матриці, що визначає будову утворюваної сполуки, орієнтуючи й активуючи за рахунок комплексоутворення молекули, які конденсуються.